# Niños jugando con una cabra
Niños jugando con una cabra es una pintura de grisalla del siglo XVIII en el estilo de Jacob de Wit, conocida como witje. Muestra un relieve de niños que juegan con una cabra después de la Bacanal de Putti, un relieve de François Duquesnoy. Se encuentra en la colección del Metropolitan Museum of Art.

## Descripción
Se han conservado varios cuadros de esta escena específica que datan de los siglos XVII y XVIII, y a veces se incorporaron a otros cuadros. Aunque las pinturas en sí mismas han sobrevivido, la interpretación no lo ha hecho. En general, la popularidad de los putti en "witjes" como sobrepuertas o paneles de habitaciones tenía que ver con un efecto de trompe-l'œil cuando el espectador entra en una habitación. El trabajo en estuco como esquema decorativo fue bastante popular en los Países Bajos desde finales del siglo XVII hasta el siglo XVIII, pero estas pinturas de imitación de estuco se valoraban por su ingenio, su claridad incluso en un día nublado sin sombras y, por supuesto, la facilidad con la que se podían trasladar y volver a instalar, aspecto que también ha dificultado su seguimiento. De hecho, el género en sí ya existía mucho antes de que De Wit estuviera en activo y se llamaban simplemente "grauwtjes" (pequeños grises, o grisailles), y a través del arte de De Wit se fueron conociendo poco a poco como "witjes" (pequeños blancos).  Se supone que las sombras del cuadro están alineadas con la fuente de luz, por lo que, en este caso, el cuadro era probablemente una sobrepuerta con una ventana a la izquierda. El pintor Jacob de Wit destacó en este estilo de grisalla de "pintura de putti en bajorrelieve", y aunque no se conoce ninguna versión autógrafa original de esta escena concreta, el historiador de arte Hessel Miedema descubrió dos "grauwtjes" de De Wit después de relieves de Duquesnoy en la venta de bienes de Lambert ten Kate. Según Walter Liedtke, una comparación de esta pintura con witjes autógrafos, sin embargo, muestra que no es tan magistral como un Jacob de Wit real.

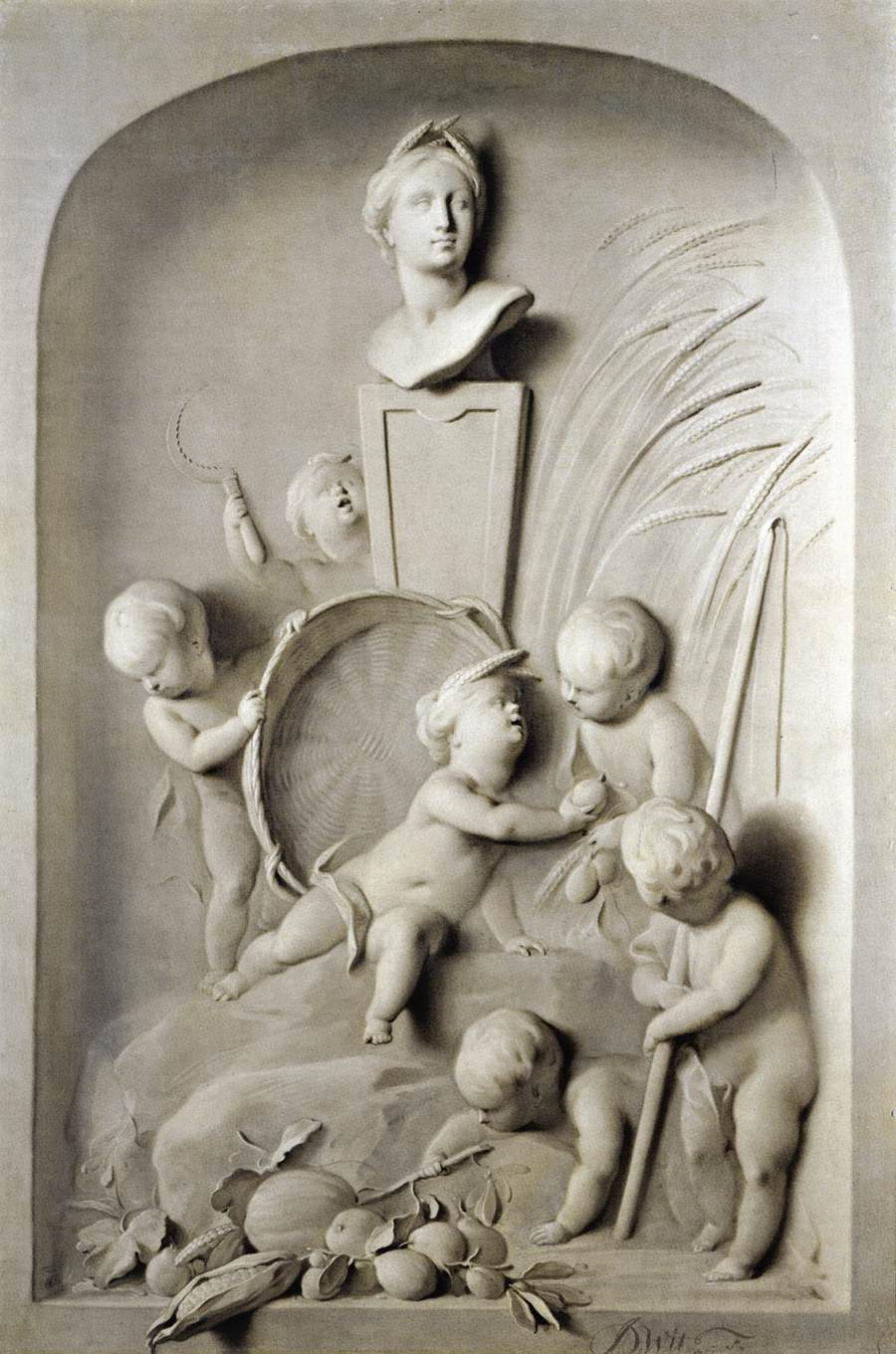
Witjes de De Wit parece "salir" del lienzo
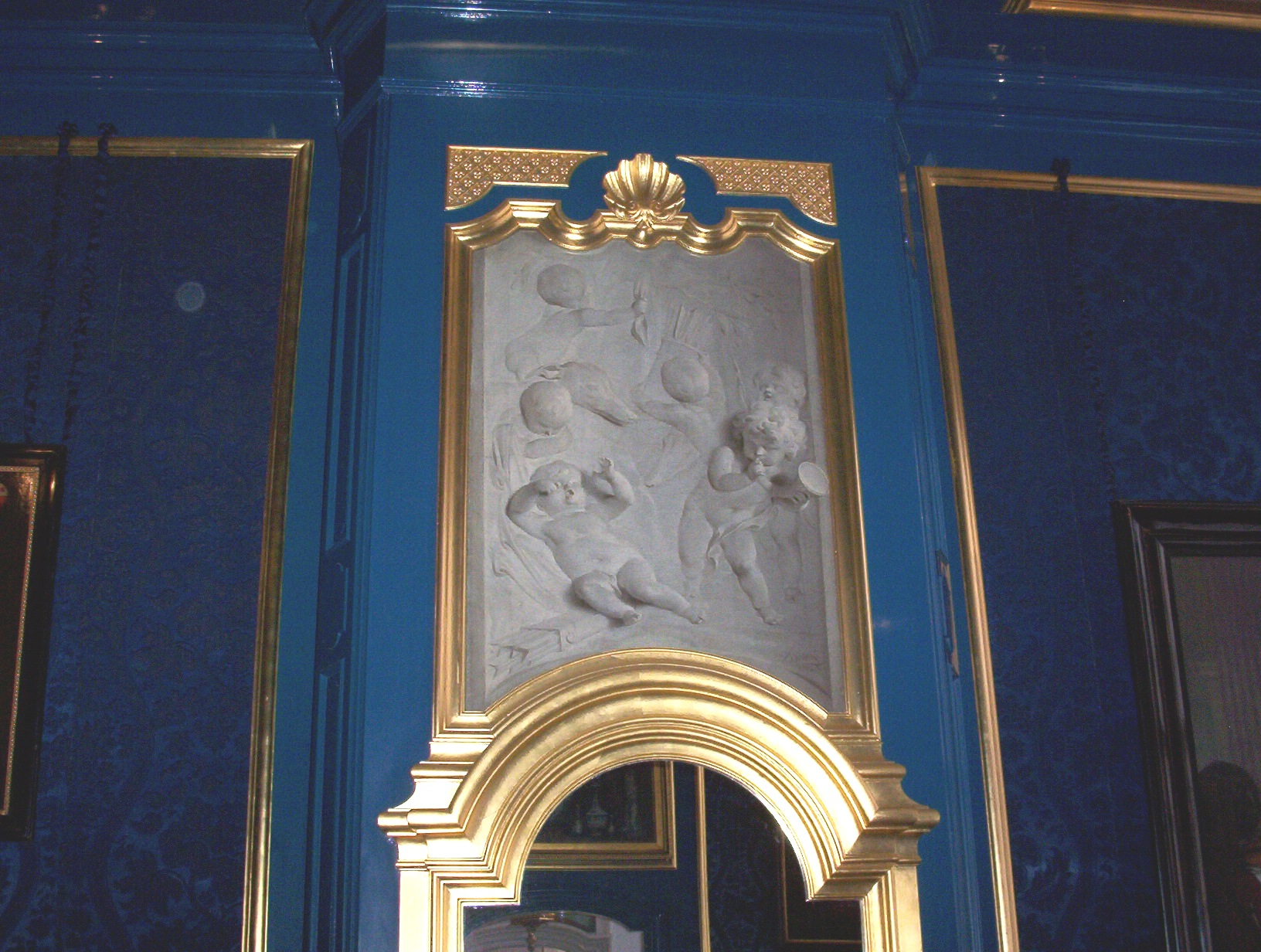
Un overdoor de De Wit con ventana a la derecha
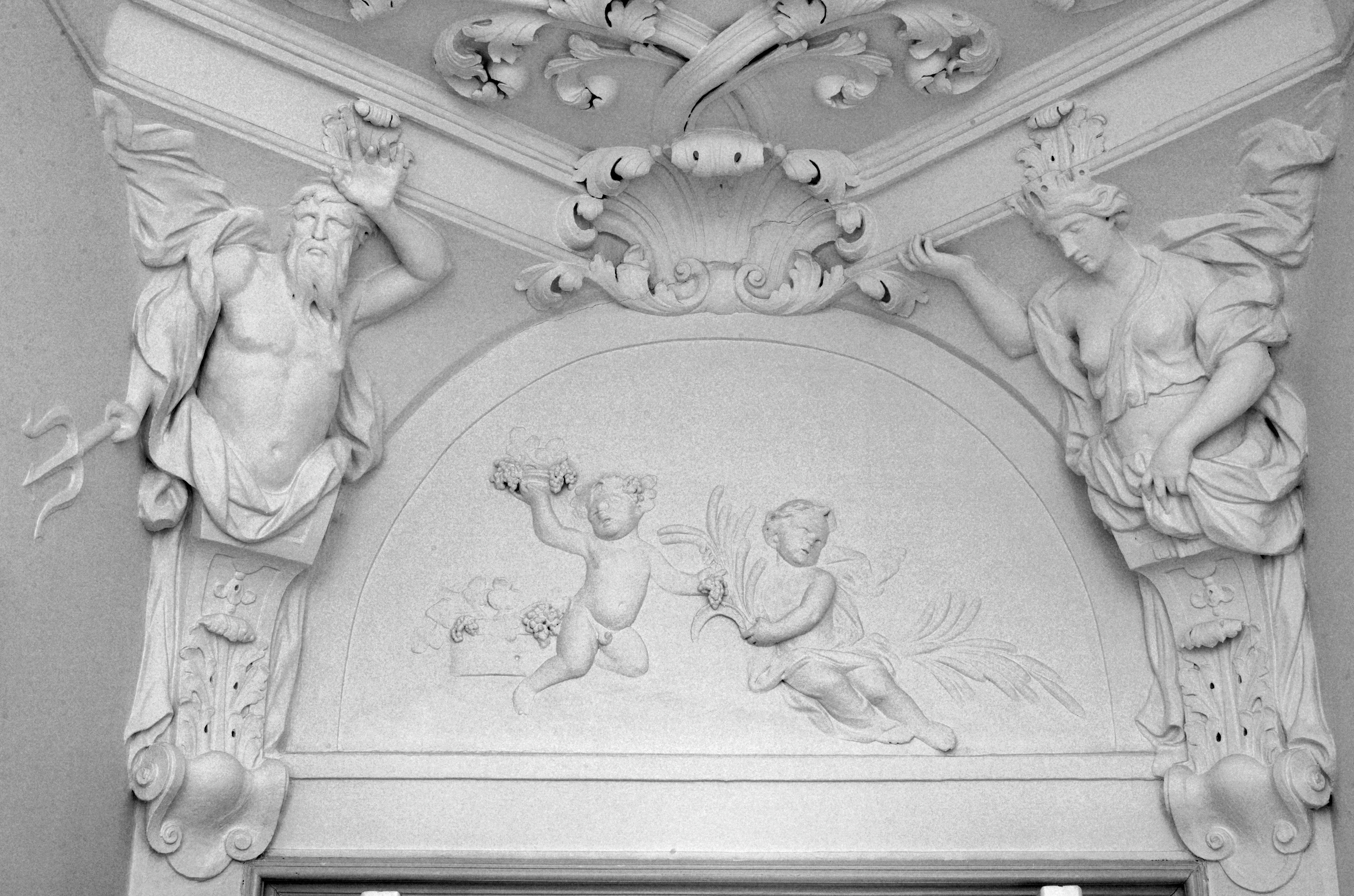
Estuco real en Herengracht 436

La razón por la que este cuadro es importante para el registro histórico del arte tiene, por tanto, más que ver con su tema que con sus cualidades pictóricas. De hecho, el tema aparece en otro cuadro propiedad del Museo Metropolitano de Arte, concretamente su autorretrato de Gerard Dou. Este cuadro entró en la colección a través del legado de John Pierpont Morgan, y el de Dou fue legado por Benjamin Altman. En el caso de Dou, pintó esta escena varias veces en la parte inferior del "balcón" de sus populares "cuadros de nicho" y el historiador de arte Hofstede de Groot se limitaría a referirse a ella como "conocido relieve de Duquesnoy de niños jugando con un cabrito".
Versiones conocidas por Dou:

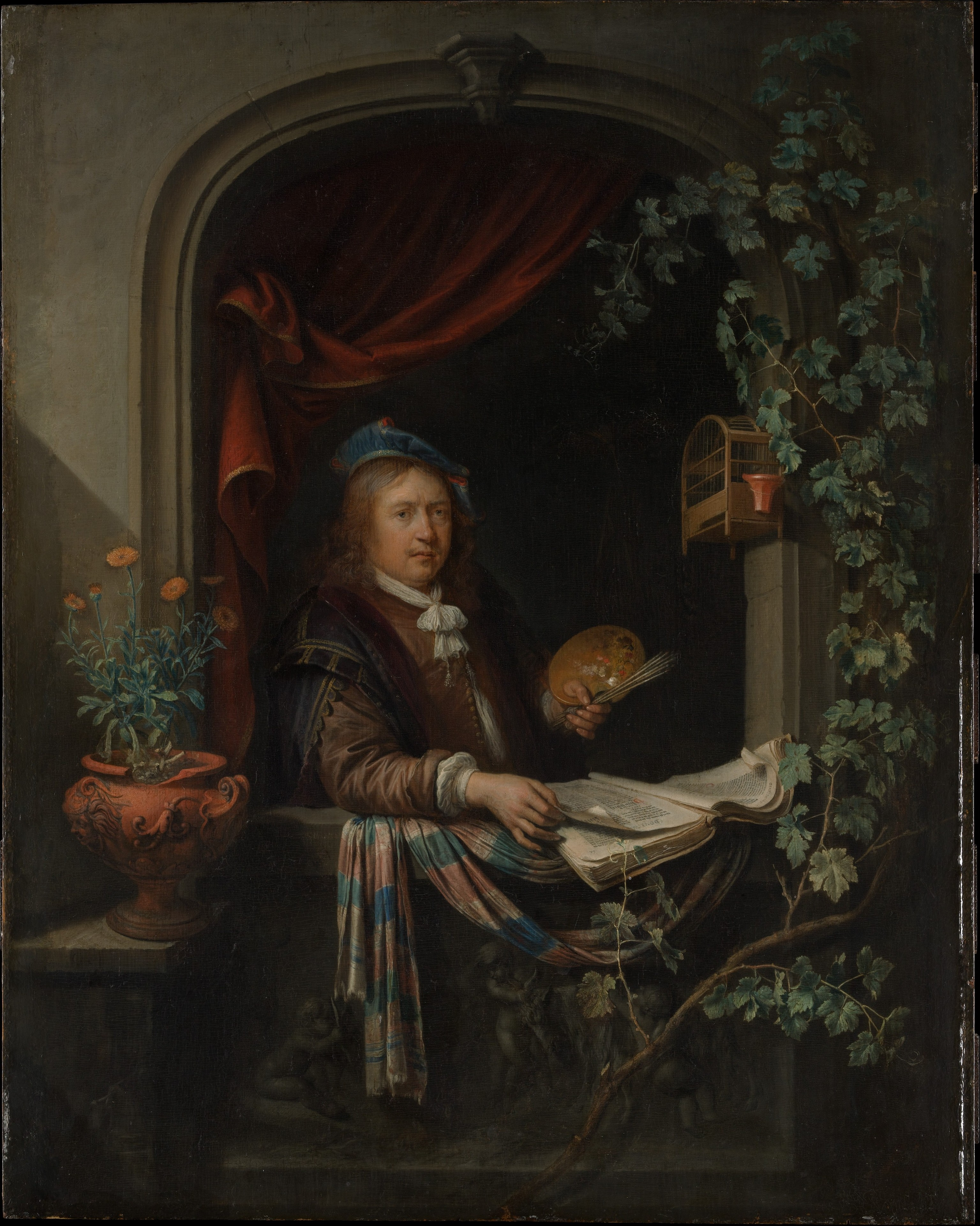
Autorretrato (Dou, Nueva York)
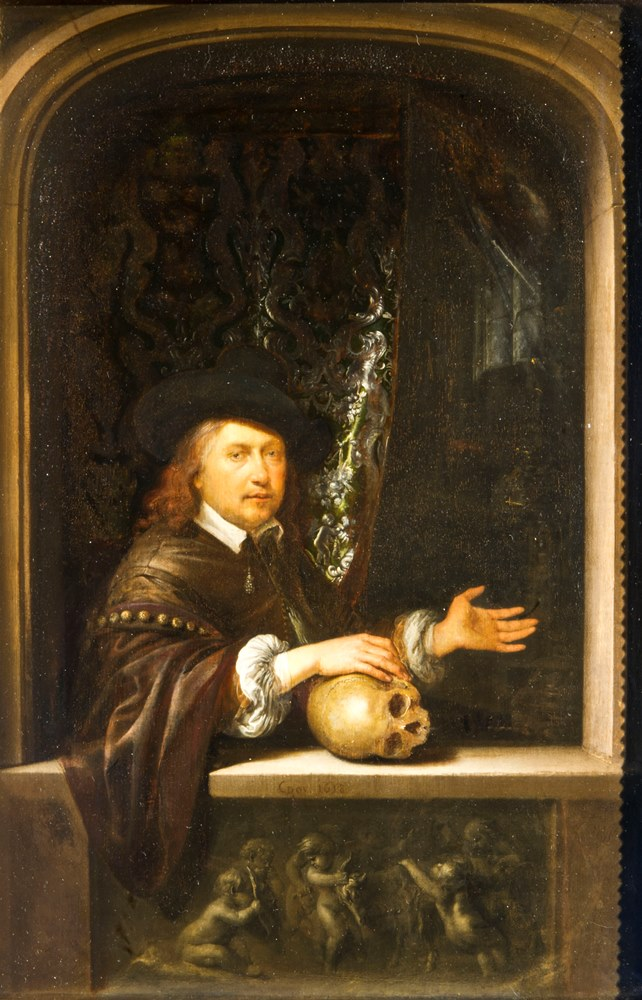
Autorretrato, Uffizi
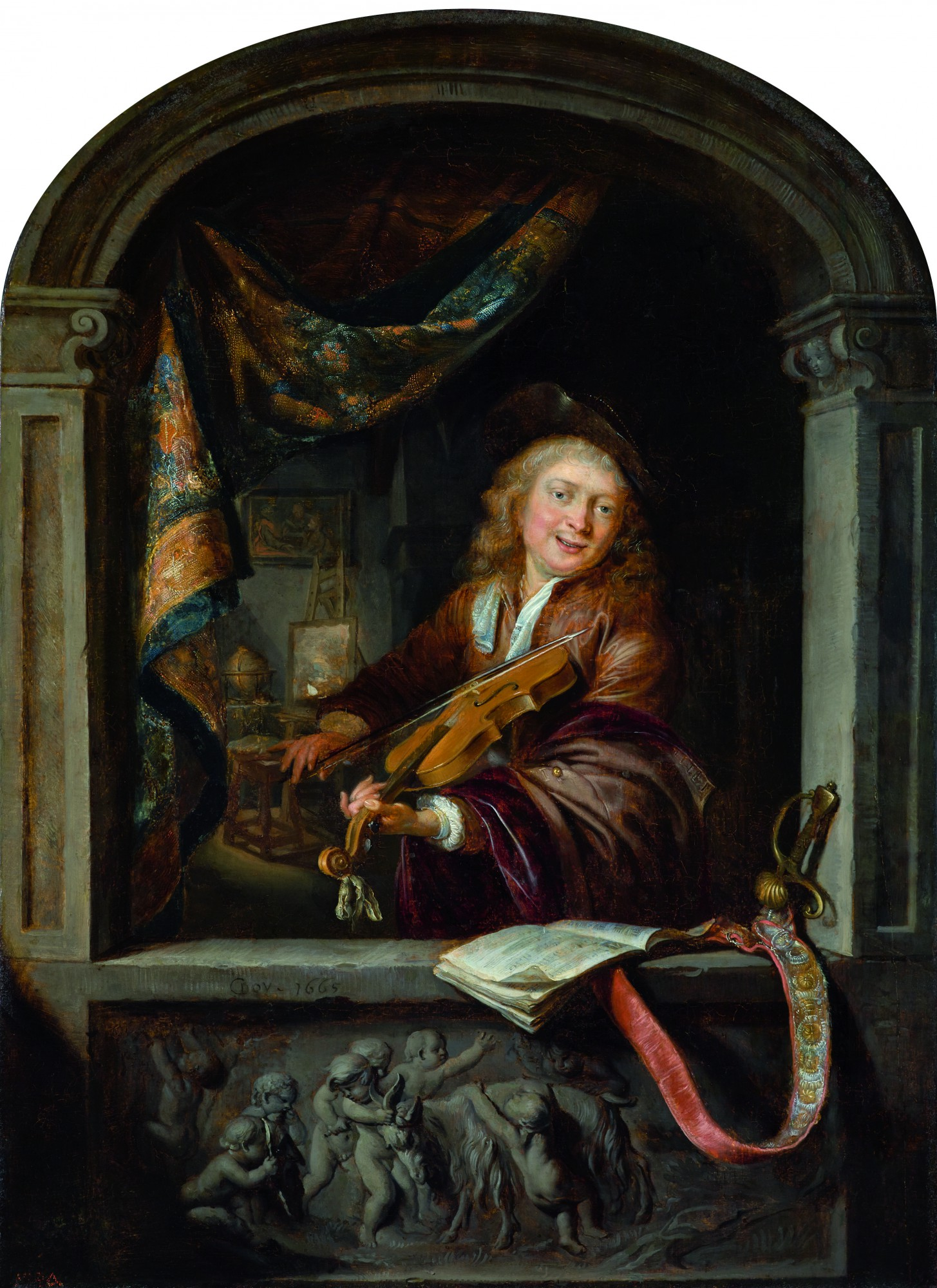
El Violinista
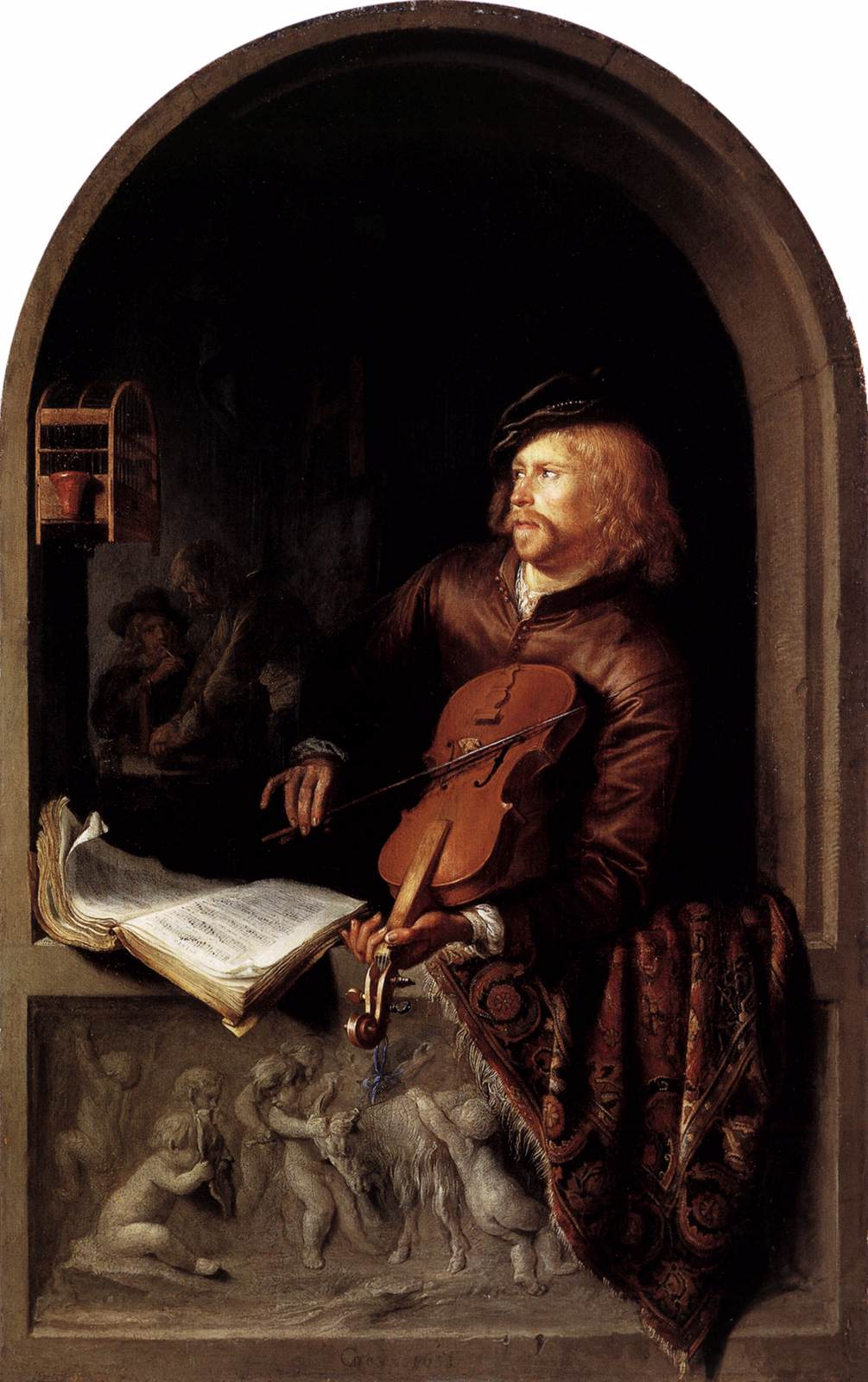
El violinista
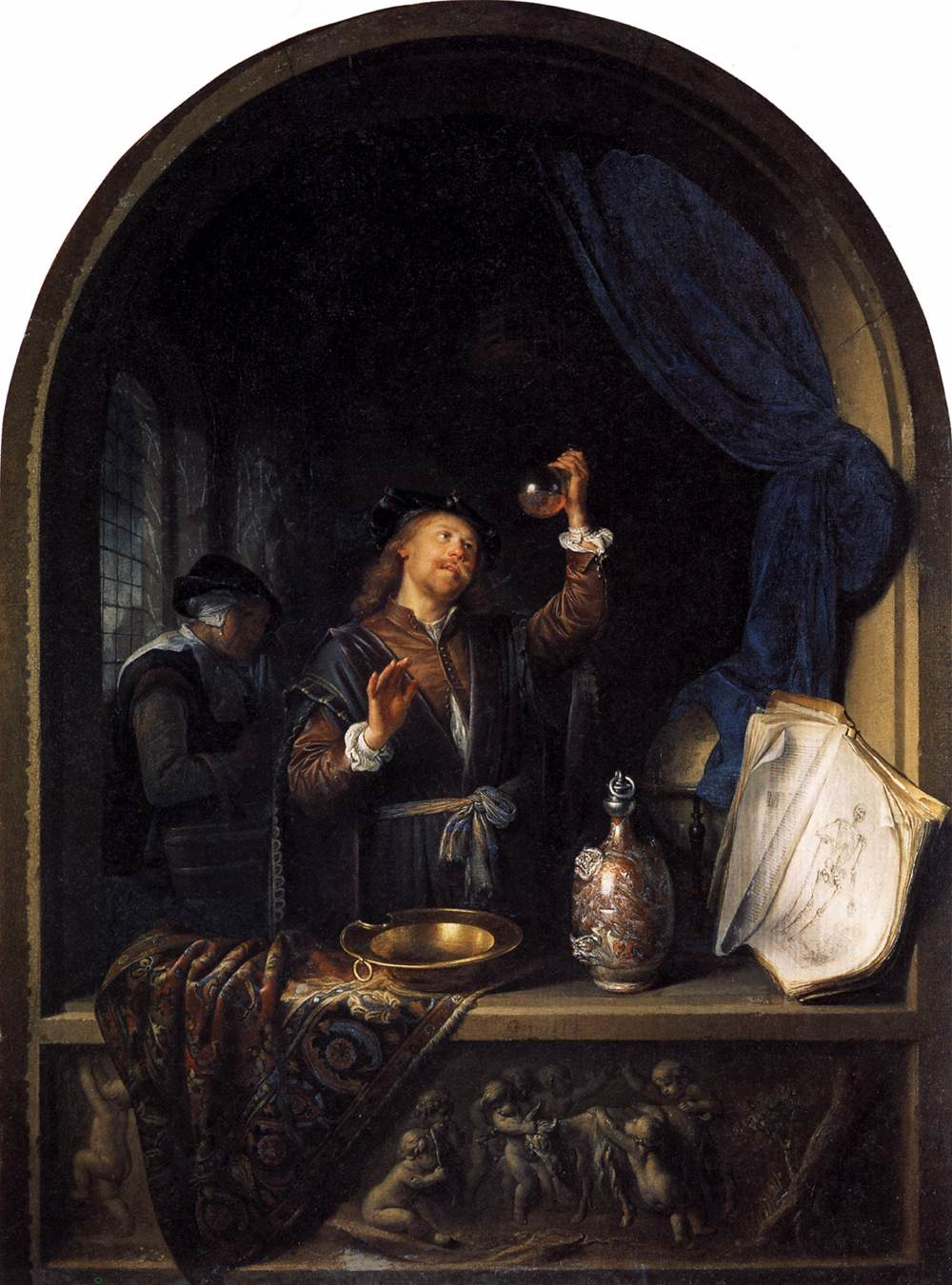
El doctor
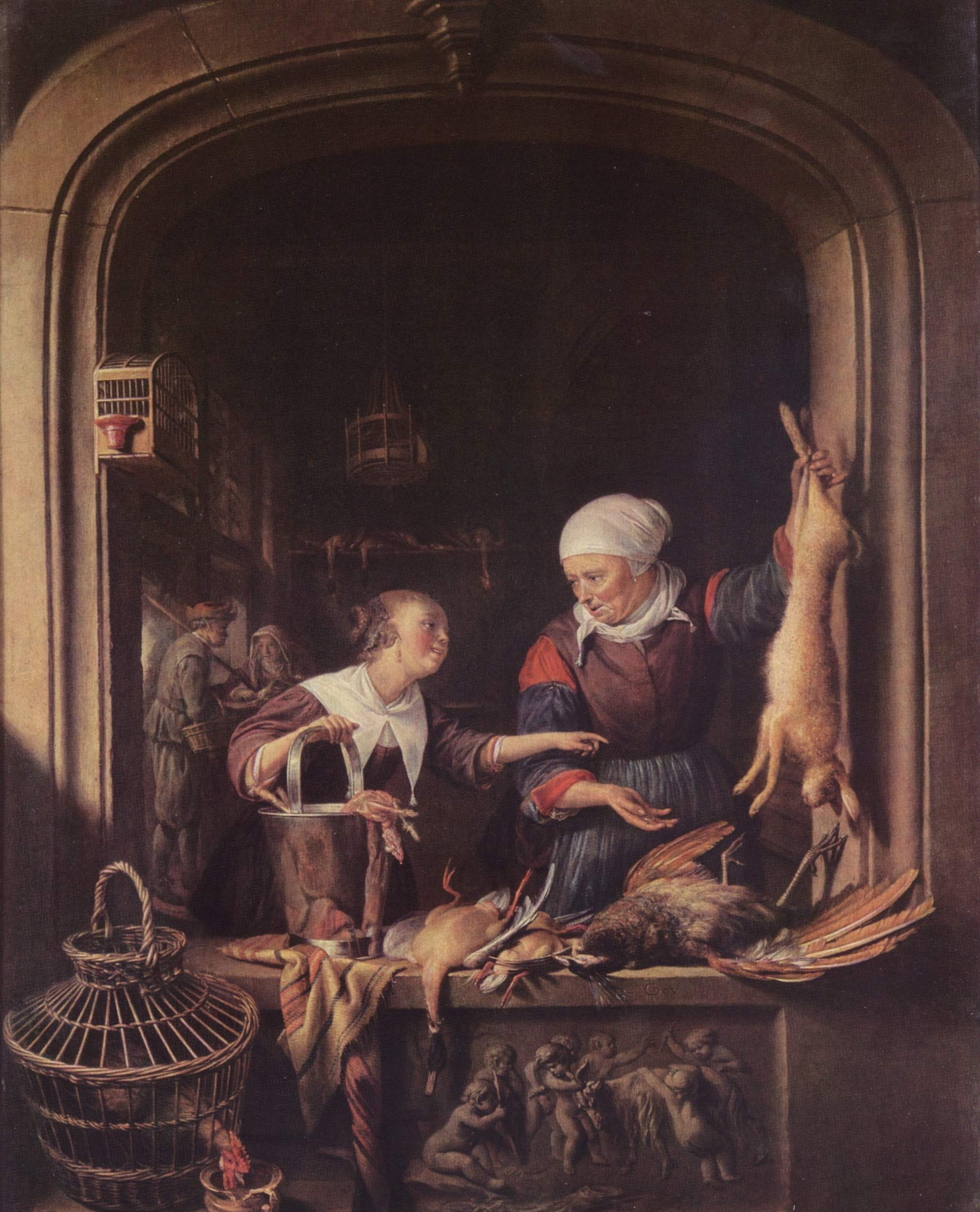
Tienda de pollería
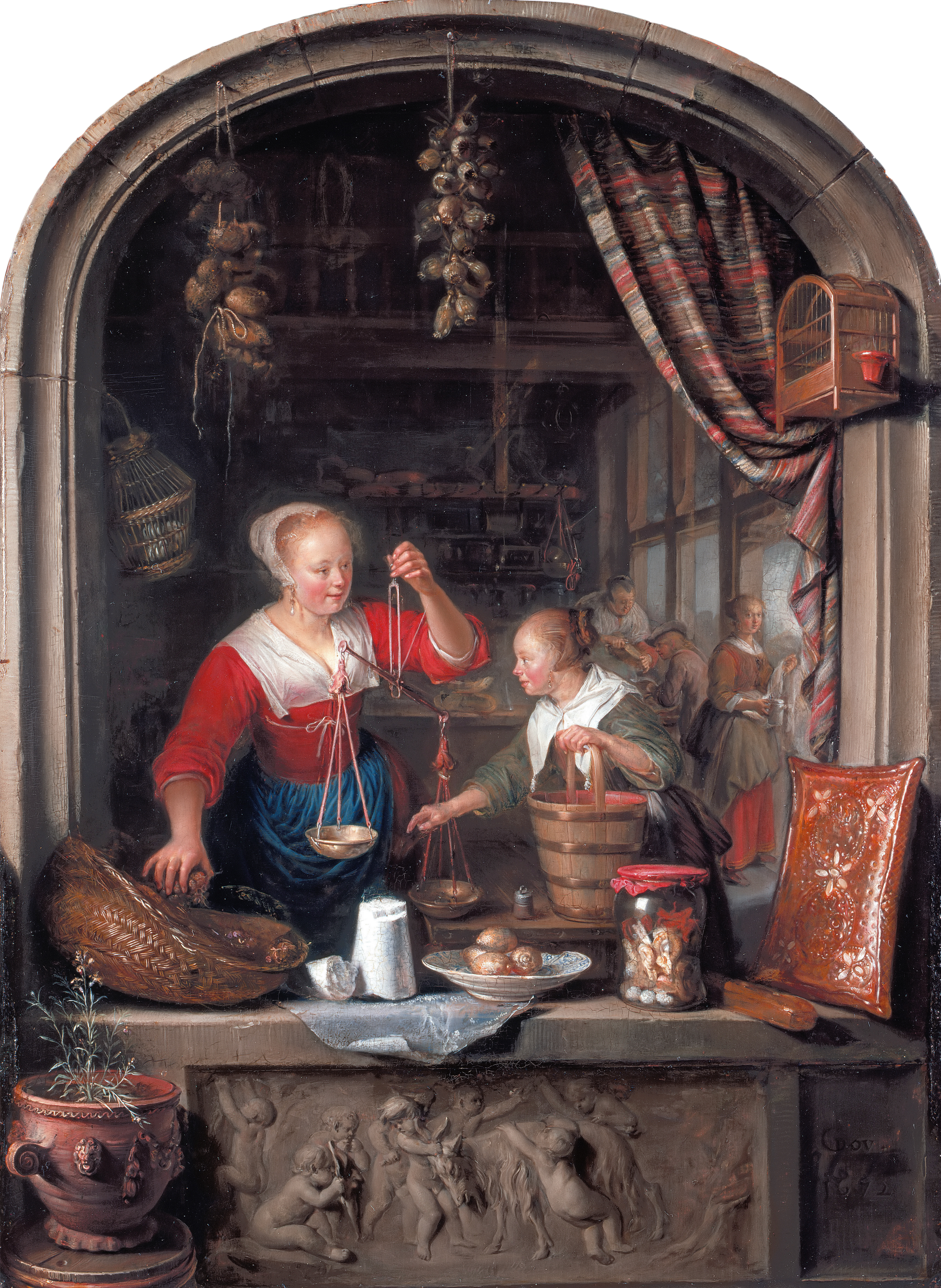
Tienda de comestibles

La popularidad de los witjes como elemento decorativo, pero también como objeto de coleccionismo, hizo que De Wit tuviera muchos seguidores, entre ellos Piat Sauvage, que también creó una copia del mismo tema Niños jugando con una cabra. Dos de los bajorrelieves trompe-l'œil de Sauvage también se encuentran en el legado de J.P. Morgan, aunque se desconoce si Morgan conocía la copia de Sauvage del otro cuadro de su colección:

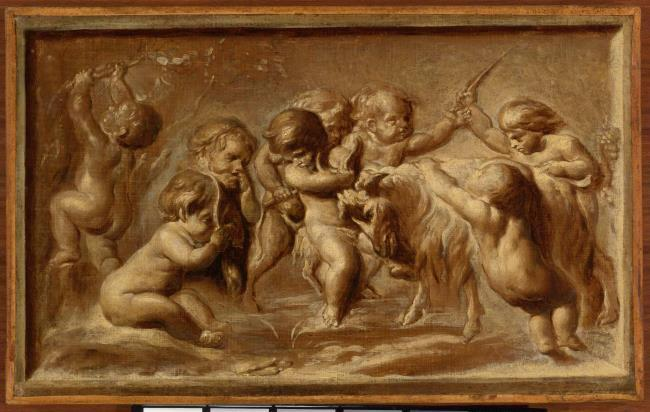
Niños jugando con una cabra
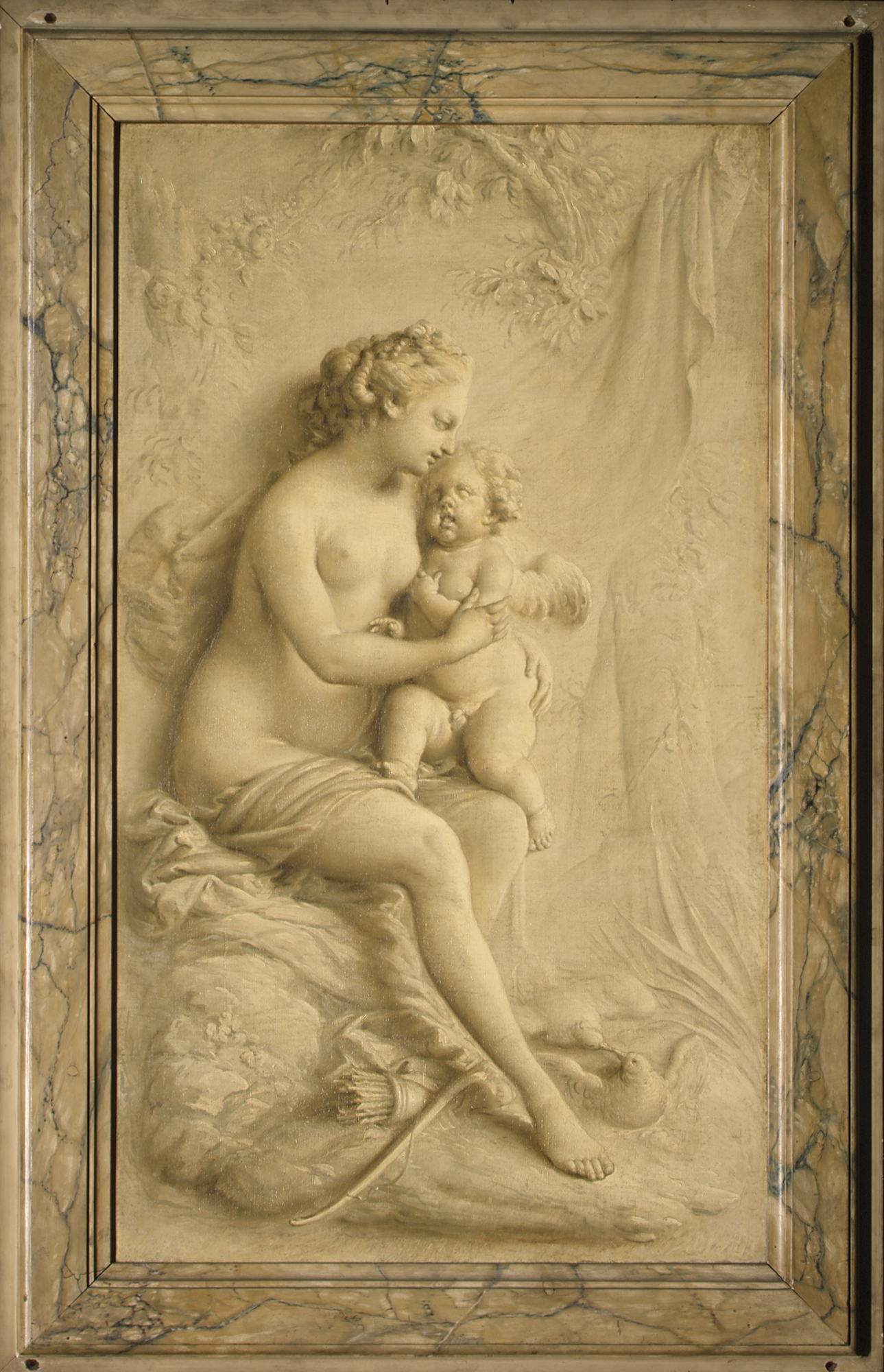
Venus y Cupido
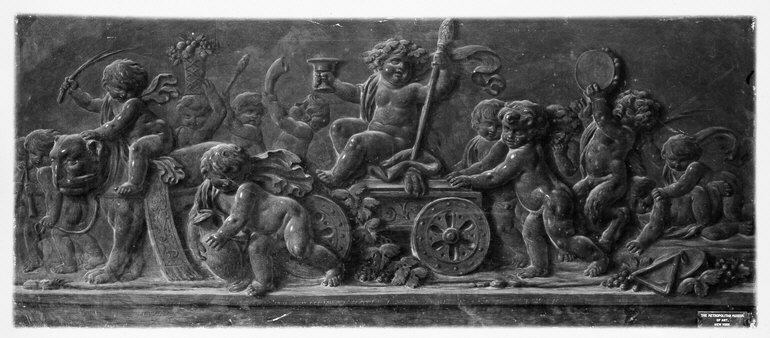
El triunfo de Baco

## Putti con tema de cabra

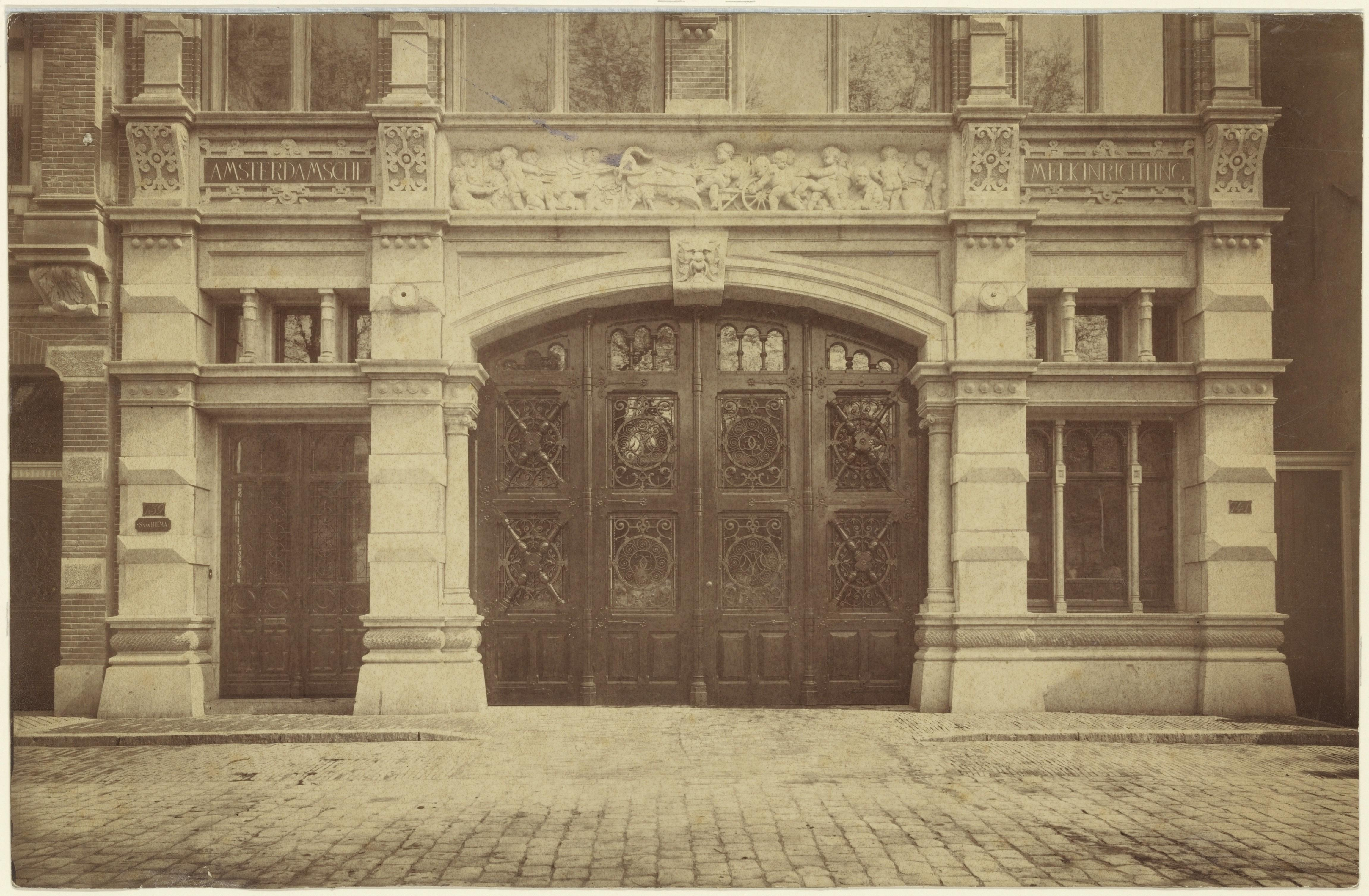
Putti con una cabra, de P.E. van den Bossche en un edificio de Ámsterdam diseñado por Pierre Cuypers

El tema siguió siendo popular durante el siglo XIX, cuando el escultor P.E. van den Bossche lo utilizó para un friso esculpido sobre las puertas de un edificio en el Prinsengracht de Ámsterdam.